# Primazia da Irlanda
A Primazia da Irlanda pertence ao bispo diocesano da diocese irlandesa com a mais alta precedência. O Arcebispo de Armagh é intitulado Primaz de Toda a Irlanda e o Arcebispo de Dublin Primaz da Irlanda, significando que eles são os clérigos seniores na ilha da Irlanda, sendo o Primaz de Toda a Irlanda o mais sênior. Os títulos são usados tanto pela Igreja Católica na Irlanda quanto pela Igreja da Irlanda. Primaz é um título de honra, e na Idade Média havia uma intensa rivalidade entre Armagh e Dublin quanto à antiguidade. O status de liderança do Arcebispo de Armagh é baseado na crença de que sua sé foi fundada por São Patrício, tornando Armagh a capital eclesiástica da Irlanda. Por outro lado, Dublin é o centro político, cultural, social, econômico e secular da Irlanda, e tem sido por muitos séculos, tornando assim o Arcebispo de Dublin alguém de considerável influência, com um alto perfil nacional. A disputa entre os dois arcebispados foi resolvida pelo Papa Inocêncio VI em 1353, com breves controvérsias ocasionais desde então. A distinção reflete aquela na Igreja da Inglaterra entre o Primaz de Toda a Inglaterra, o Arcebispo da Cantuária, e o Primaz da Inglaterra, o Arcebispo de Iorque.